# Meyjaná

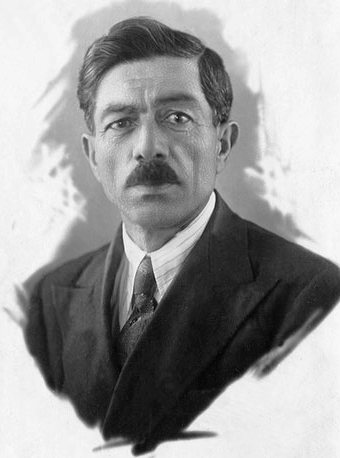
Aliagha Vahid, uno de los autores usados para la rima del mayjaná durante la represión soviética.

Meyjaná (en azerbaiyano meyxana, transliterado al inglés Meykhana) es una tradición literaria y folclórica azerbaiyana distintiva, donde uno o más participantes interpretan una especie de canción hablada e improvisada sobre un tema particular. Se distingue de la poesía recitada en que se ejecuta a un tiempo de ritmo.
A menudo se la compara con la música hip hop, conocida también como el rap nacional entre los residentes azerbaiyanos, tanto, que también incluyen narradores que hablan líricamente en verso y rima, generalmente a un ritmo instrumental o sintetizado. Los ejecutadores también incorporan sintetizadores, tambores y bandas. Los maestros del meyjaná pueden escribir, memorizar o improvisar sus líricas y ejecutar sus trabajos a capela o con música.

## Etimología
El nombre del género proviene de la palabra usada para referirse a las tradicionales tabernas turcas (meyhane), cuya raíz original deriva de las palabras persas mey ('vino') y jane ('casa'). Los ejecutadores profesionales del meyjaná son conocidos como Söz Ustadı ('maestros de la palabra'), o maestros del meyjaná.

## Historia

### Orígenes (1920-1940)
Desde tiempos medievales, las meyhanes eran lugares donde los poetas se reunían intercambiando versos de forma improvisada, a veces burlándose o menospreciando unas frases de otras. Al final del concurso, la audiencia determinaba qué poeta había improvisado los más elegantes e ingeniosos versos, y lo declaraban ganador. Este tipo de concurso verbal, puede compararse con las modernas improvisaciones de concursos poéticos, o aún con los típicos piques que suelen hacer los artistas del género rap.

### Presión soviética (1940-1991)
El meyjaná fue ejecutado entre la juventud de las poblaciones Bakú en tiempos prerevolucionarios. Aunque durante el periodo soviético el meyjaná fue proscrito, la poesía de Aliagha Vahid fue frecuentemente rimada como en el meyjaná contemporáneo. Esto se podría relacionar con la popularidad del meyjaná entre los residente de las regiones Bakú y Absheron.

### Aceptación popular (1991-2001)
Después de la caída de la Unión Soviética, el meyjaná encontró aceptación como tendencia dominante en Azerbaiyán, muchos fundamentalistas todavía protestaban el género, diciendo que era tan liberal y en contraste a los valores nacionales tradicionales. Alegaban que el género musical todavía promovía sexo, alcohol, drogas y consumo de la cultura occidental, pero los críticos del punto de vista fundamentalista expresaron que los fundamentalistas y los músicos del meyjaná últimamente fueron buscando convertirse a la misma población, los jóvenes, quienes frecuentemente tenían que elegir a donde pertenecer entre las dos culturas.
Los nuevos ejecutadores surgieron en esta era con sus distintivas tomas sobre el meyjaná: Agashalim Childag, Kabir Azeri, Agharmiza, karim, Elchin y Mashadibaba Aydamirov comenzaron la ola del meykahan, combinando la música nacional azerbaiyana del meyjaná influenciada por la música electrónica. Nizami Ramzi fue el primer maestro del meyjaná en ejecutarlo en televisión nacional y en películas populares.

### Tendencia dominante contemporánea (2001 al presente)
Como lo progresado en los años de 1990, el sonido del meyjaná se volvió más estándar, con ejecutadores más novedosos que derivaron inspiración para el mismo conjunto de influencias que incluían a Aydin Jirdalanli, Rashad Daghli, Elshan Jazar, Vahid Gadim, Mahir Ju'rat, Oktay, Vugar Mashtagaly y Namig Me'na, Namig Garachujurly, en particular, con su disonancia romántica, y dúos con cantantes azerbaiyanos de pop como Aygun Kazimara, crearon plantillas sónicas para un nuevo movimiento, que se volvió conocido como canciones populares de música meyjaná. Sin embargo, esto produjo división entre los ejecutadores del meyjaná. Los ejecutadores fundamentalistas decidieron mantener el estilo clásico que habían usado en las últimas décadas, mientras la nueva ola decidieron combinar el meyjaná con otros géneros musicales.
Con la creciente popularidad del meyjaná en las décadas de 1990 y 2000, los canales de televisión comenzaron a patrocinar y crear torneos de meyjaná. Los programas de televisión permitieron que el meyjaná se popularice aún más entre los habitantes locales, y la demanda del meyjaná aumentó significativamente en las bodas azerbaiyanas.

## Derivados
El tipo más conocido de meyjaná es el cambio verbal (deyismo), donde algunas frases o expresiones forman una rima con las siguientes coplas.

## Censura al meyjaná
A través del curso del desarrollo y comercialización de la música meyjaná en Azerbaiyán, ha habido muchos intentos de reprimir la forma artística. Desde el contenido lírico hasta las imágenes en los materiales discográficos, el meyjaná ha sido una música controversial. La identidad religiosa y el transnacionalismo funcionan para definir las complejidades de la identidad azerbaiyana en el mundo. Esta compleja identidad se refleja a través del meyjaná, y es frecuentemente debatida y censurada por muchos contextos culturales.
El meyjaná comenzó a circular en una gran escala dominante, a través de casetes y videocintas, televisión y radio, ayudando a la economía nacional. Sin embargo, tanto la tendencia dominante en la música, como su sonido y contenido visual, se volvió más doméstica por el gobierno esperando alcanzar una mayor audiencia. En esencia, el gobierno intento limpiar el contenido del meyjaná y su imagen para añadirla a las creencias religiosas vertidas en la cultura azerbaiyana.

## Entrega
Para una entrega sucesiva de un meyjaná, un maestro debe desarrollar presencia vocal, enunciación y control de la respiración. La presencia vocal es el distintivo de la voz de los maestros. La enunciación es el distintivo de la voz de los maestros. La enunciación es esencial para unas coplas fluidas; algunos maestros eligen también exagerarlo para efectos cómicos y artísticos. El control de la respiración, tomando aire sin interrupción en una entrega, es una habilidad importante para un maestro ejecutador.
Las coplas del meyjaná siempre se entregan con melodía. La habilidad de componer rápida, significativa y claramente coplas del meyjaná se reconoce como un importante signo de habilidad.

## Impacto social
En toda la nación la popularidad de la música meyjaná significó que se convierta en una mayor influencia en la cultura, moda y actitudes sociales. Los diversos subgéneros del meyjaná fueron adoptados por un gran número de subculturas, y se convirtieron en la identidad central. Estas reformas también impusieron la fundación del moderno hip hop azerbaiyano, que adoptó el estilo del meyjaná en los años 1990. Desde su temprano desarrollo se ha relacionado al meyjaná con la rebelión contra las normas políticas y sociales, la mayoría obviamente en el rechazo temprano a la música meyjaná de una cultura dominada por el gobierno, la contracultura del rechazo del consumismo de todas las formas de convención social.